# Fernando Isern
Fernando Isern (* 22. September 1958 in Havanna, Kuba) ist ein kubanischer Geistlicher und emeritierter Bischof von Pueblo.

## Leben
Fernando Isern empfing am 16. April 1993 das Sakrament der Priesterweihe für das Erzbistum Miami.
Am 15. Oktober 2009 ernannte ihn Papst Benedikt XVI. zum Bischof von Pueblo. Der Erzbischof von Denver, Charles Joseph Chaput OFMCap, spendete ihm am 10. Dezember desselben Jahres die Bischofsweihe; Mitkonsekratoren waren der Erzbischof von Miami, John Favalora, und der emeritierte Bischof von Pueblo, Arthur Nicholas Tafoya.
Papst Franziskus nahm am 13. Juni 2013 sein krankheitsbedingtes Rücktrittsgesuch an.